# Nowe horyzonty (singel Eweliny Lisowskiej)
Nowe horyzonty – trzeci singiel Eweliny Lisowskiej, pochodzący z jej drugiego albumu studyjnego Nowe horyzonty. Singiel został wydany 5 grudnia 2014 roku, wraz z teledyskiem, który został nagrywany w listopadzie 2014 roku. Klip kończy napis C.D.N., ponieważ pierwotnie miała być wydana druga część klipu, jednak tak się nie stało. Jego kontynuacją miał być klip do utworu Niebo / Piekło, który swoje światło dzienne ujrzał dopiero w lutym 2017, gdyż wokalistka wybrała utwór Niebo / Piekło (Jaro Remix) na swój czwarty singiel ze swojego trzeciego albumu studyjnego.
Na przełomie 2014 i 2015 roku utwór był notowany na miejscu 1. na liście AirPlay – Nowości.